# Токугава Јошинобу
Токугава Јошинобу, војвода Токугава (јап. 徳川慶喜 "Tokugawa Yoshinobu" - познат и као Кеики) (28. октобар 1837 — Токио, 22. новембар 1913) био је петнаести и последњи шогун Токугава шогуната и Јапана. Након што је дао оставку 1867. године на место владара, повукао се из јавности. Умро је 1913. године у Јапану.

## Детињство и младост
Токугава Јошинобу је рођен у Еду, као седми син Токугава Нариакија, даимјоа породице Мито која је била једна од три споредне породице Токугава клана. Име које је добио по рођењу било је Мацудаира Шичиромаро. Његова мајка, принцеза Арисугава Јошико била је део царске породице што је Јоинобуа чинило трећим рођаком цара Нинка. Јошинобу, тада Шичимаро, одгајан је по стриктним правилима, надзором и туторством. Са само седам месеци старости послат је из Еда у Мито 1838. године где је учио књижевност, борилачке вештине, политику и право.
На наговор оца, Шичимаро бива усвојен у једну споредну породицу Токугава клана (Хитоцубаши) да би имао бољу шансу у наслеђивању шогуната. Том приликом променио је име у Акимуне, а 1847. године постаје глава породице преузимајући име Јошинобу. Након што је тринаести шогун Токугава Ијесада преминуо, 1858. године, Јошинобу је био кандидован као потенцијални наследник. Особе које су га подржавале, наглашавале су његове вештине и успехе у вођењу породице, међутим они који су га оспоравали, фракција коју је водио Ии Наосуке, имали су друге намере које су остварили постављајући свог кандидата Токугава Јошитомија, болешљивог дечака, на трон као четрнаестог Токугава шогуна Ијемочија. Због те поделе, између фракције која га је подржавала и фракције која је оспоравала настала је тз. Ансеи чистка где су сви неистомишљеници на неки начин одстрањени из политике. Јошинобу и други који су га подржавали, стављени су у кућни притвор, а под принудом Јошинобу се повукао од управитељства над Хитоцубашијем.
Период Ииеве доминације Токугава владе обележена је разним политичким превирањима и сплеткама. Након што је Ии убијен 1860. године, Јошинобу је враћен на позицију управитеља породице Хитоцубаши и 1862. године бива номинован да буде једна врста шогуновог старатеља (шогун кокен-шоку). У исто време двоје најближих савезника Мацудаира Јошинага и Мацудаира Катамори, добили су високе позиције у влади. Први је постао шеф политичких послова, док је други постао нека врста чувара (градоначелника) града Кјота (Кјото шугошоку). Њих двоје и Јошинобу предузеће значајне кораке да смире политичке немире у Кјоту, сакупљајући што је више могуће савезника како би обуздали снаге побуњеничког округа Чошу. Они су били кључни људи у политичкој партији кобу-гаттаи која се залагала за помирење између шогуната и царског двора.
Године 1864, Јошинобу, као командант снага одбране царске палате, одбио је снаге Чошу војске у њиховом нападу који ће касније остати познат као Кинмон инцидент. Ова победа је добијена захваљујући снагама области Аизу и Сацума, које су допринели у одбрани капије.

## Шогун (1866)
Након смрти Токугава Ијемочија 1866. године, Јошинобу је изабран као наследник чиме постаје петнаести и последњи шогун Јапана. Он је једини шогун у целој историји Токугава шогуната да је провео целу своју владавину ван главног града Еда и за све то време, ниједном није крочио у замак Едо. Одмах након што је дошао на ту позицију почиње да прави радикалне промене у систему. Влада је преузела драстичне реформе како би ојачали шогунат. Као пример затражена је помоћ Француске владе у модернизовању војске како у набавци војне опреме тако и у обуци јапанских снага.
Национална армија и морнарица, која је већ била оформљена под Токугавином командом ојачала је уз помоћ Русије и Британске краљевске морнарице. Опрема је купљена од САД. Деловало је као да ће Шогунат успети да ојача и победи побуњенике али упркос свему, било је прекасно јер су побуњеници већ имали и модерно оружје и савремене тактике. Шогунат ће пасти за мање од годину дана.

## Бошин рат (1868–69)
Бојећи се да ће под руком јаког и успешног владара шогунат наставити своју доминацију, самураји из области Сацуме, Чошуа и Тосе оформили су алијансу. Заједно под банером соно џои политике (Поштујмо цара, протерајмо варваре) ујединили су се страхом да би нови шогун био нека врста реинкарнације првог шогуна Токугаве Ијејасуа који ће наставити да спутава владавину цара и спречити нови поредак у јапанској култури. Упркос непријатељству и другачијим погледима на будућност, направили су компромис у коме је област Тоса захтевала да пробају са мирнијим приступом. Тоса је предлагала да придобију Јошинобуа да добровољно да оставку без ратног крвоплолића тако што ће да оставе разне даимјое у будућој влади па на тај начин неће драстично променити поредак владавине. Јаманоучи Тојонори, лорд Тосе, заједно са његовим саветником Гото Шоџиром написали су петицију са тим захтевом.
Јошинобу даје оставку 9. новембра 1867. године (званично десет дана касније) уступајући владајућу позицију цару. Одмах након тога прелази из Кјота за Осаку, али области Сацума и Чошу које јесу подржавале да нову владу чине неки од даимјоа, противиле су се идеји да Јошинобу буде њихов вођа. Због тога тајно прибављају едикт од цара који наређује смењивање Јошинобуа силом (који ће се касније испоставити лажним) регрутовајући велики број војске Сацуме и Чошуа за Кјото. Због тога је Јошинобу морао лично да оде до царског двора где су му ипак скинуте све титуле и поседства без обзира што Јошинобу није испољавао ништа што би се могло класификовати као агресивно или побуњенички. Сви који су били против тога нису ни присуствовали овом догађају. Јошинобу се противио оваквом третману улажући писмо протеста царском двору коју је требало да однесе његова фракција, снаге бившег бакуфуа, до двора.
Када је та војска дошла до врата Кјота, снаге Сацума и Чошуа су им одбили улазак нападајући их, што доводи до битке на Тоба-Фушими, прве у тз. Бошин рату. Мада је Токугавина војска имала предност у броју, Јошинобу је напустио своју војску и усред борбе побегао за Едо, када је схватио да је супротна страна подигла царски банер. У Еду, покоравајући се царевој вољи, мирно предаје Едо замак 11. априла у руке противничке војске и тако спашава град од даље борбе и ратовања.
Након тога Јошинобу се сели у префектуру Шизуока где се и Токугава Ијејасу, први шогун и оснивач династије такође повукао неколико стотина година раније. Даијои су у међувремену изгубили и моћ и титулу будући да је феудални систем оборен и да су области (хан) замењени за префектуре (кен).
Многи хатамото самураји су се такође преселили у Шизуоку али без моћи и новца добар део није могао себе да издржава. Због тога су многи замерали Јошинобу, неки до те мере да су му желели смрт. Јошинобу је био свестан тога и због страха од убиства често је мјењао место и начин спавања да би збунио и поколебао могуће убице.

## Каснији живот
Пошто је остатак живота провео крајње мирно, Јошинобу се бавио разним хобијима попут сликањем, ловом, стреличарством, фотографијом и бициклизмом. Неке од фотографија које приказују каснији живот последњег шогуна су тек скоро приказане јавности захваљујући свом чукунунуку Токугава Јошимотоу. Са стварањем казоку система, као вођа најутицајније даимјо породице пре Меиџи обнове, добио је титулу војводе Токугава коју је носио до смрти.
Његова осма ћерка Токугава Цунеко (1882-1939) удаје се за принца Фушими Хиројасу, другог рођака цара Шова и царице Коџун 9. јануара 1896. године.
Нешто касније, 1902. године цар Јапана дозвољава Јошинобу да поново успостави своју Токугава породичну лозу као део племства као награду за услуге Јапану, чиме је и званично признат као војвода.
Рађа му се унука 26. децембра 1911, Токугава Кикуо, касније принцеза Такамацу која ће се удати за принца Такамацуа, брата цара Шове.
Две године касније Јошинобу умире у 16:10 часова и бива сахрањен на гробљу Јанака у Токију.

## Ере током владавине Јошинобуа као шогуна
- Кеио период (1865–1868)
- Меиџи период (1868–1912)